# Messe de Notre Dame
La Messe de Notre Dame (ou de Nostre Dame selon l'inscription qui figure sur l'un des manuscrits) est une œuvre de musique religieuse polyphonique à quatre voix, composée à Reims, au XIVe siècle sur le texte de l'Ordinaire de la messe (Ordinarium missæ) par le musicien et poète Guillaume de Machaut. Elle est caractéristique de l'Ars nova, style musical représentatif de cette époque.
Elle est une des premières messes à avoir été écrites par un compositeur unique. Jusque-là, les parties de la messe qui étaient chantées, l'étaient en plain-chant (conformément à la liturgie), ou, depuis une période plus récente, partiellement mises en polyphonie. Machaut et les polyphonistes qui l'ont précédé ont donc progressivement introduit la notion de création artistique dans la messe.

## Histoire

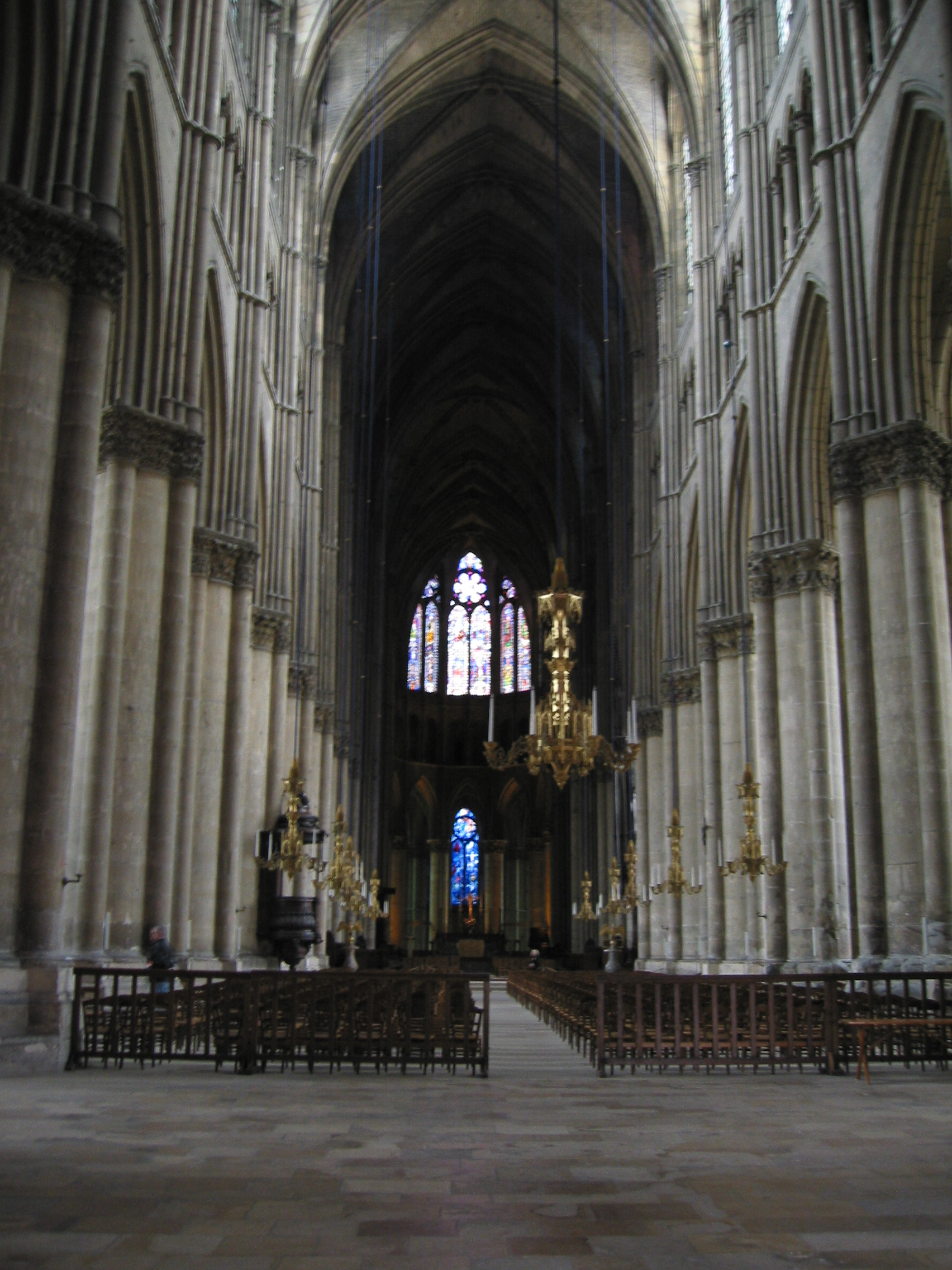
Vue de la nef de la cathédrale de Reims

C'est le plus ancien ensemble complet de messe polyphonique à quatre voix, réunissant les six parties de l'Ordinaire et composé par un seul musicien identifié. Les autres messes polyphoniques antérieures à celle-ci, les messes de Tournai, Barcelone, Toulouse, et de la Sorbonne sont des compilations plus ou moins complètes provenant de pièces isolées et anonymes réunies dans des manuscrits. Elles sont à trois voix, hétérogènes, et chaque partie présente des systèmes d'écritures différents.
On considéra longtemps que Machaut avait composé la messe pour la donner lors du sacre du roi Charles V à Reims en 1364. Cette hypothèse d'une Messe du Sacre fut suggérée par le comte de Caylus et ensuite considérée comme un fait avéré par l'historien Prosper Tarbé. Cependant en 1769 cette assertion était déjà mise en doute dans une notice d'un catalogue de bibliothèque :  « messe mise en musique à 4 parties, et que l'on prétend avoir été chanté au sacre de Charles V ». En 1932  dans son ouvrage sur La Musique du Moyen Âge, Théodore Gérold persistait sur le caractère douteux de cette version des faits, car ne reposant sur aucune indication précise. En 1955 le musicologue Armand Machabey la réfute en démontrant que Machaut ayant relaté le sacre du roi dans La Prise d'Alexandrie ne faisait pas mention d'une messe qu'il aurait composée pour la cérémonie, alors que, en tant que chanoine de Reims, il avait probablement participé aux préparatifs du sacre. Un autre élément en défaveur de cette hypothèse est que le rituel du couronnement du roi était donnée, selon la tradition, en plain-chant (c'est-à-dire en chant grégorien).
La messe de Machaut, non datée, fut composée entre 1360 et 1365 et est contemporaine de son grand recueil poétique Le Veoir Dit. Un manuscrit de la bibliothèque de Reims et une ordonnance du chapitre du 3 août 1411, indiquent que Guillaume et son frère Jean, tous deux chanoines de Reims, avaient composé une messe pour honorer la Vierge Marie, destinée à être chantée les samedis matin, après leur mort, près de l'autel de la Rouelle, situé à droite du portail de la cathédrale de Reims, face à la nef. Consacré par Saint Nicaise en 401, détruit en 1774, il devait son nom à une dalle de forme circulaire représentant une rouelle. C'est à cet endroit que Machaut fut inhumé en 1377. Une transcription du XVIIIe siècle de l'épitaphe de Machaut mentionne : « Guillaume et Jean de Machaut, tous deux frères et chanoines de l'église [cathédrale] de Notre-Dame de Reims, ce sont eux qui ont fondé la messe de la Vierge qu'on chante les samedis dans la susdite église »
La messe est conservée parmi les manuscrits de la Bibliothèque nationale de France (fonds français) : Ms. fr. 1584 (manuscrit A), 1585 (B), 9221 (E), 22546 (G), ainsi que dans le manuscrit Vogüé (Vg) de New York (collection Wildenstein). Seul ce dernier manuscrit donne le titre de Messe de Nostre Dame.

## Effectif
Les quatre voix sont : le ténor et le contre-ténor (la teneur et la contre-teneur) dans les registres graves, le motetus et le triplum dans les registres aigus. Les quatre voix correspondent à quatre chanteurs solistes mais certaines interprétations ont donné une lecture chorale de la messe où chaque registre est interprété par un groupe vocal (l'ensemble polyphonique de Charles Ravier dans les années 1950 ou l'Ensemble Organum par exemple). Au Moyen Âge, dans la pratique religieuse, l'Ordinaire monodique était habituellement chanté par un chœur (chantant ensemble ou en alternance). Richard Hoppin suggère que l'Ordinaire polyphonique pouvait être chanté par un groupe de solistes, mais aussi par un chœur de plusieurs chanteurs par partie (les chapelles musicales, ou psallettes, étaient constituées de douze à quinze membres).
Les premières interprétations du XXe siècle, faisaient appel à des instruments comme soutien des voix, suivant en cela Jacques Chailley qui considérait que la messe n'était pas chantée a cappella mais que les parties de ténor et contre-ténor étaient doublées par l'orgue ou les cornets. Il écrit : « ... aucun doute ne peut subsister : la graphie de l'un au moins des deux manuscrits est probante : deux parties au moins, teneur et contre-teneur, étaient doublées par les instruments (peut-être l'orgue, peut-être vièles et cornets), qui par moments s'échappent de la polyphonie et restent seuls à découvert ». Cette conception instrumentale est délaissée par l'interprétation moderne qui privilégie une lecture strictement vocale.

## Forme et structure
La messe met en polyphonie six parties de l'Ordinaire de la messe (Ordinarium missae) qui sont les textes liturgiques du Missel romain, soit le Kyrie (les trois invocations triples Kyrie eleison, Christe eleison, Kyrie eleison), le Gloria, le Credo, le Sanctus, et l'Agnus Dei. La sixième partie, Ite Missa est / Deo Gratias, conclut la messe.
Pour le Kyrie, le Sanctus, l'Agnus Dei, et l'Ite Missa est / Deo Gratias, la partie de ténor est écrite en style de cantus firmus (motif musical tiré du répertoire liturgique grégorien, et chanté sur des valeurs longues). Les autres parties ornementent en valeurs brèves en prenant la forme du motet isorythmique, représentatif de l'esthétique de l'Ars nova. Dans le Gloria et le Credo, les quatre voix chantent ensemble dans une déclamation syllabique écrite à la manière des conduits polyphoniques hérités de l'Ars antiqua. Cependant, les deux Amen conclusifs présentent des formes d'écriture différentes, celui du Gloria est en style de motet avec des parties en «hoquet», tandis que celui du Credo est de forme isorythmique.

### Kyrie

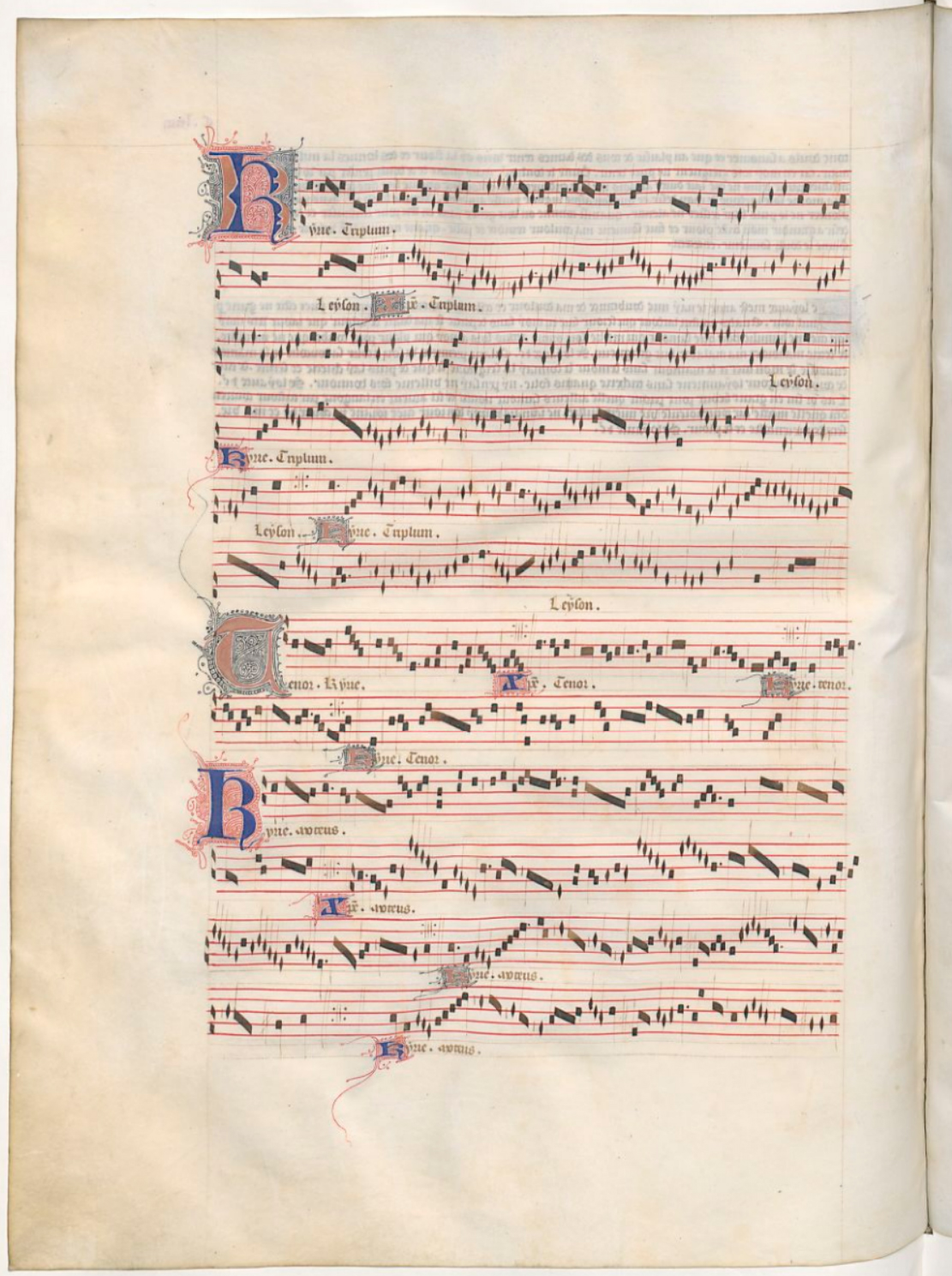
Kyrie de la messe Notre-Dame, Bibliothèque Nationale département des manuscrits.

Le ténor est basé sur le Kyrie Cunctipotens genitor Deus, trope (ou développement) du plain-chant, daté du Xe siècle (Messe IV pour les fêtes doubles du 1er ton), qui sert de base à plusieurs messes et polyphonies religieuses (on retrouve ce motif de plain-chant chez Guillaume Dufay et beaucoup plus tard chez François Couperin). Des interprétations, comme celles de l'Ensemble Gilles Binchois et du Taverner Consort, font alterner les Kyrie et le Christe polyphoniques avec leurs reprises en chant grégorien.

### Gloria
Après les premiers mots du Gloria (Gloria in excelsis Deo) entonnés en plain-chant, par le célébrant, comme le veut la tradition, la polyphonie commence avec Et in terra pax. Cette phrase est écrite en valeurs longues, en insistant sur le sens des mots, ce qui, selon Richard Hoppin est une allusion à la Guerre de Cent Ans et particulièrement, au siège de Reims qui se déroula en 1359-1360. La suite du Gloria est écrite en valeurs brèves sauf sur les deux Jesu Christe, en valeurs plus longues, comme le commande traditionnellement le texte par respect pour le Sauveur dont on chante le nom à ce moment. La forme du conduit polyphonique héritée de l'École de Notre-Dame est observée dans tout le Gloria, sauf l'Amen, les phrases étant chantées en accords homorythmiques sans ornementation écrite. Marcel Pérès dans le livret accompagnant son interprétation de la Messe, émet l'hypothèse que des ornements ou mélismes peuvent avoir été improvisés par les chantres lors de la célébration. Selon Armand Machabey, le ténor de l' Amen du Gloria présente des analogies avec celui de la Messe VIII De Angelis du 5e ton (la Messe des anges grégorienne).

### Credo
Armand Machabey observe que le début du Credo polyphonique, d'abord entonné lui aussi en plain-chant, par le célébrant, sur les mots Credo in unum Deum, a été écrit par Machaut à partir du motif musical qui suit cette intonation, celui du Patrem omnipotentem monodique (pour les fêtes doubles, du quatrième ton). Le style d'écriture est semblable à celui du Gloria avec, sur Ex Maria Virgine, les mêmes valeurs longues que sur Jesu Christe (respect cette fois pour l'Incarnation de Jésus-Christ). Ce doublement des valeurs des notes est perçu comme ce que notre oreille moderne aurait tendance à appeler une « suite d'accords ».
Plus élaboré que celui du Gloria, l'Amen du Credo présente l'écriture isorythmique la plus complexe de la messe et est divisé en trois sections égales, que l'on désigne par le mot latin talea (au pluriel taleæ), de douze mesures chacune, chaque talea du ténor et du contre-ténor étant divisée en deux demi-taleae de six mesures, où les deux voix échangent leur partie rythmique respective.

### Sanctus
Le ténor chante un cantus firmus basé sur le Sanctus XVII, du 5e ton, pour les messes du premier dimanche de l'Avent et du Carême (ce dernier jour également appelé la Quadragésime). Les trois invocations sur le mot Sanctus comprennent chacune cinq mesures à trois temps. L'isorythmie démarre sur les mots Domine Deus. La structure rythmique comporte dix taleæ de huit mesures. Richard Hoppin souligne que ces taleæ comportent des répétitions mélodiques du plain-chant tout en présentant des différences rythmiques.

### Agnus Dei
De même que le Sanctus, le cantus firmus, au ténor, est basé sur l'Agnus Dei XVII, du 5e ton, pour les mêmes offices.

### Ite Missa est
D'après l'étude des manuscrits et contrairement à l'usage liturgique, les deux textes « Ite Missa est » et « Deo Gratias » font entendre une même polyphonie.

## Pratique liturgique
Il est difficile de savoir précisément dans quelles circonstances et pour quelle occasion Machaut a composé cette messe, même si depuis les années 1950 l'hypothèse d'une messe composée pour le sacre du roi Charles V est abandonnée. L'inscription Messe de Nostre Dame sur le manuscrit Vogüé suggère que cette messe peut avoir été conçue dans le cadre d'une liturgie mariale, mais n'est pas suffisamment précise pour indiquer s'il s'agit d'une messe de célébration de la Vierge ou d'une messe votive.
La corrélation entre la messe de Machaut et un culte marial est aussi liée à un élément de la biographie de Guillaume de Machaut qui, à la fin de sa vie avait fondé avec son frère Jean, pour 300 florins, une messe votive à la Vierge qui devait être donnée tous les samedis pour célébrer la mémoire des deux frères. Il poursuivait la tradition initiée par l'archevêque de Reims Jean II de Vienne qui avait fondé en 1341 une messe grégorienne que l'on célébrait dans l'autel de la Rouelle où avait été installé en 1343 une statue de la Vierge. C'est sous cet emplacement que les deux frères furent inhumés. Selon l'historienne Anne Walters Robertson, la messe de Machaut peut avoir constitué une épitaphe à la messe fondée par Jean de Vienne sous forme de prière commémorative, célébrée les samedis face à l'autel où se trouvait la statue de la Vierge. Cette célébration a perduré au XVe siècle (l'ordonnance du chapitre de Reims est de 1411) et jusqu'au XVIIIe siècle, avant la destruction de l'autel en 1774.

## Transcriptions et éditions de la Messe
La plus ancienne tentative de transcription partielle de la messe en notation musicale moderne fut réalisée en 1802 par Christian Kalkbrenner dans son Histoire de la musique où figure en fin du volume 2, table 5, un fragment du Gloria de la messe dite « du Sacre ». En 1810, François-Louis Perne, empreint des préjugés musicaux de son époque, considérait que : 

« L'harmonie de cette messe n'offre aucun charme à une oreille exercée. L'effet en est dur et sauvage, à chaque instant le ton s'y trouve trahi par les fausses relations, par les quintes et les octaves de suite, et les notes de passage qui marchent par saut. [...] C'est ainsi que les modernes doivent juger de pareilles monstruosités; mais si nous nous reportons aux temps où cette composition a été faite, ne devons nous pas être étonnés des efforts prodigieux de combinaisons qu'il a fallu pour parvenir à composer sur le plainchant une Messe entière à quatre parties en employant que des quintes, des quartes et des octave et former dans chacune d'elles un chant qui ait de l'analogie avec le chant principal. »

 Sa transcription annoncée pour être éditée en annexe de l'ouvrage de Francisque Michel Poésies de Guillaume de Machaut (1831), pâtit des circonstances de la Révolution de 1830 et ne fut pas publiée. Auguste Bottée de Toulmon musicologue et bibliothécaire du Conservatoire de musique de Paris, fit à son tour une transcription complète de la messe qu'il accompagna des transcriptions de trois motets de Guillaume de Machaut (Christe/Veni/Tribulatio, Tu Qui/Plange/Apprehende, et Felix/Virgo/Inviolata ; motets 21, 22 et 23) dont il croyait qu'ils formaient une sorte d'Introït polyphonique conçu pour précéder la Messe de Notre Dame. Ses travaux ne furent que partiellement publiés, seul un extrait du Gloria figure dans les Archives curieuses de la musique de 1846.
La fin du XIXe siècle et le début du XXe siècle voient paraître quelques transcriptions partielles de la messe par August Wilhelm Ambros, Harry Ellis Wooldridge, Amédée Gastoué, Peter Wagner, et Johannes Wolf. En 1926, Fiedrich Ludwig commença la publication partielle de sa transcription de la messe qui ne fut publié intégralement qu'en 1954 à titre posthume dans le dernier volume de son Guillaume de Machaut : Musikalische Werke. Vierter Band : Messe und Lais. Entre-temps, en 1948, deux musicologues Jacques Chailley à Paris et Armand Machabey à Liège firent paraître leur édition complète de la Messe de Notre Dame, suivie de celle de Guillaume de Van (Rome 1949). Ces éditions prenaient en compte l'éventualité d'un accompagnement instrumental ad libitum. La transcription de Guillaume de Van effectuée dans les années 1930 fut la première à avoir fait l'objet d'une exécution intégrale à la Bibliothèque nationale de France et d'un enregistrement en 1936, par Les Paraphonistes de Saint-Jean des Matines, sous sa direction,. Par la suite parurent plusieurs éditions complètes, tout d'abord celles de H. Hübsch (1953) puis de Leo Schrade (en 1956, dans son deuxième tome de The Works of Guillaume de Machaut). L'année suivante Friedrich Gennrich édita le manuscrit B de la messe, en fac-similé. Les dernières transcriptions en date sont celles de Denis Stevens (1973), Daniel Leech-Wilkinson (1990), ce dernier travail accompagné d'une introduction (Machaut's Mass : An Introduction) et de Lucy Cross (1998).

## L'interprétation de la messe

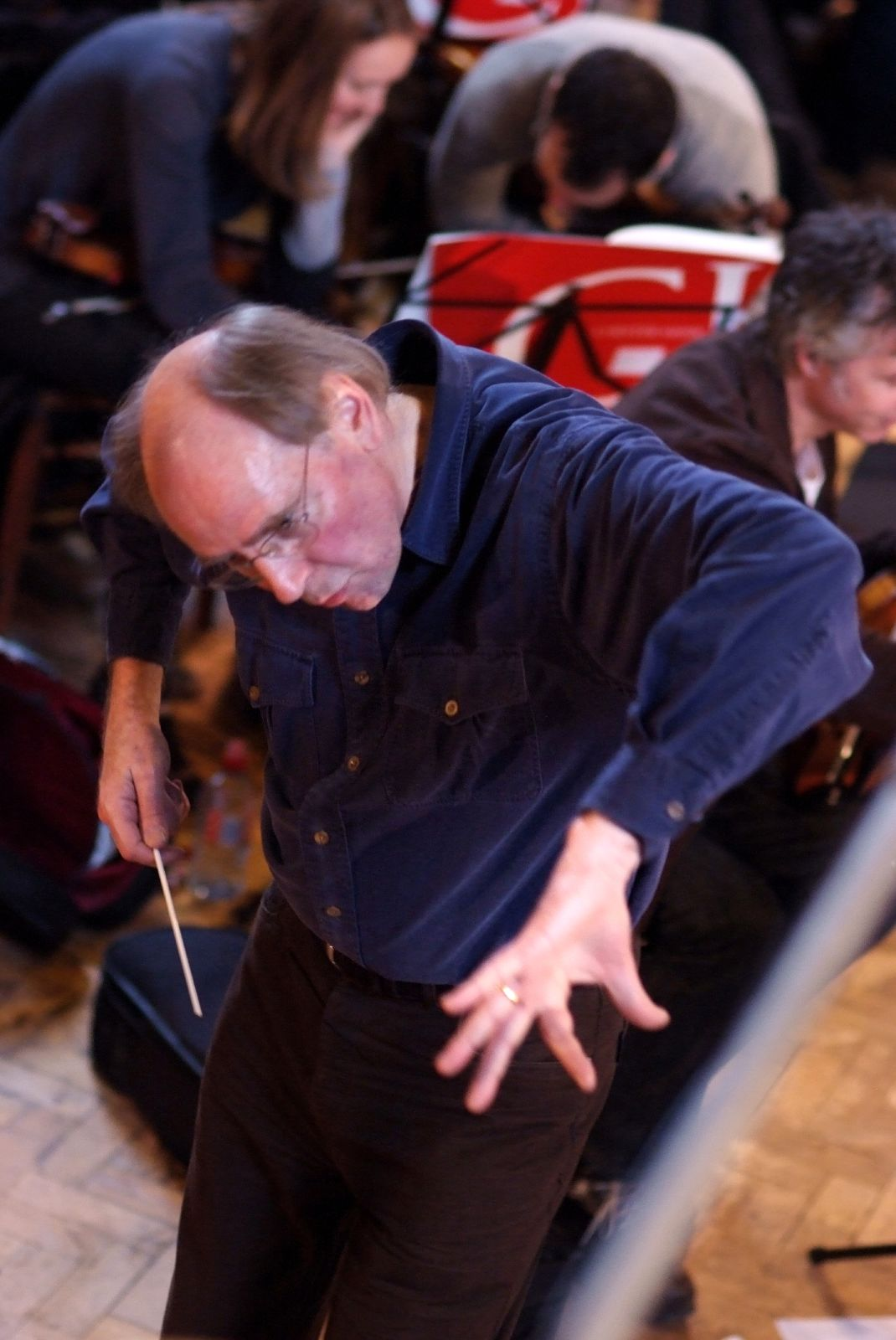
En 1977 Andrew Parrot (ici en 2008) réalisa la première exécution intégralement vocale de la Messe de Machaut dans un cadre liturgique.

La messe de Machaut devient à partir de la seconde moitié du XXe siècle, lors de la redécouverte de la musique ancienne, l'une des œuvres les plus jouées du répertoire médiéval. De 1950 année du premier enregistrement complet, jusqu'à 2010 ont été recensés 31 enregistrements de la messe et 26 contenant des extraits. L'œuvre est devenu un classique du répertoire pour les ensembles de musiques anciennes. Cette popularité est due en grande partie au fait que l'œuvre complète a été conservée dans plusieurs manuscrits, et, concernant Guillaume de Machaut en tant qu'auteur identifié de cette œuvre, la musicologie accordait une grande importance à la notion d'artiste original, en incluant la messe dans les grandes œuvres des grands compositeurs de l'histoire de la musique.
L'évolution de l'interprétation de la messe est tributaire des recherches musicologiques en cours. Les premières interprétations, celles de Guillaume de Van en 1936 qui grava le tout premier enregistrement partiel (comprenant le Credo, le Sanctus, l'Agnus dei, et l'Ite Missa Est), Jacques Chailley en 1939 le Chœur Dessof en 1951, et l'ensemble vocal Roger Blanchard en 1956, faisaient chanter la messe par un chœur mixte soutenu par un riche ensemble instrumental principalement constitué de cuivres, suivant en cela l'hypothèse d'une messe solennelle du Sacre. Messe du Sacre comme était intitulé le premier enregistrement de la messe, diffusé par le label « Anthologie Sonore ».
Dans la seconde moitié des années cinquante, notamment à la suite des recherches d'Armand Machabey et de Leo Schrade, de nouvelles approches interprétatives apparurent dues aux travaux de Safford Cape qui fit paraître en 1959 dans la revue The Score un article « The Machaut Mass and its Performance » où il exposait de nouvelles options d'interprétation, en accentuant l'isorythmie, en réduisant l'effectif vocal - toujours mixte - à quatre solistes (une soprano, une alto, et deux ténors) accompagnés de vièles à archet et d'un luth. Une attention particulière avait été portée sur le choix du tempo : selon Cape l'absence de notes de valeur brève suggérait l'adoption dans le Kyrie et dans les Amen du Gloria et du Credo, d'un Tempus diminutum et d'un Tempus integer pour les autres parties de la messe. Il mit en pratique ses théories dans son enregistrement de la messe pour le label « Archiv » en 1956, qui eut une forte influence sur les ensembles qui suivirent, dont le Deller Consort d'Alfred Deller en 1961, la Schola Cantorum Basiliensis d'August Wenzinger en 1969 et le Séminaire européen de musique ancienne de Bernard Gagnepain en 1977.
1977 fut l'année de célébration du 600e anniversaire de la mort de Guillaume de Machaut. Plusieurs évènements commémoratifs, concerts et enregistrements eurent lieu à cette occasion. Cette année-là, le musicien Andrew Parrot donna un concert au festival de musique ancienne d'York qui eut un grand retentissement dans la presse anglo-saxonne. Parrot avait choisi de faire chanter l'Ordinaire de Machaut en l'intégrant à un office grégorien. Cela n'était pas inédit. En 1966 John McCarthy, à la tête des London Ambrosian Singers, avait déjà enregistré l'œuvre, intégrée à la messe de l'Assomption. La nouveauté résidait dans les options d'interprétation et principalement dans le choix d'une exécution a cappella, chose inédite à l'époque. Intéressé par les différentes recherches sur le chant médiéval, il choisit d'abaisser le diapason une quarte au-dessous du la-440 (qui est la référence la plus fréquente aujourd'hui), ce qui eut pour conséquence d'obtenir une qualité de son différente, plus orientée vers le grave. Il fut amené à écarter le registre de contreténor (voix aigüe qui, selon lui, ne se justifiait pas dans ce répertoire), pour constituer un groupe de deux ténors et de deux basses, et de les faire chanter sans vibrato. Cet ensemble, composé de solistes, abandonnait la mixité pour devenir exclusivement masculin (puisqu'à l'époque de Machaut, aucune femme ne chantait dans les chœurs d'église). Parrot porta aussi une attention particulière au latin médiéval, qu'il fit prononcer à la française et non plus, de manière anachronique, à l'italienne (cette tradition ne datant que du début du XXe siècle, en France).
Après le disque de Parrot, paru en 1984, les nouvelles interprétations de la messe furent essentiellement vocales, proposant des versions intégrées à une liturgie, comme dans l'enregistrement de l'Ensemble Gilles Binchois, ou présentant seulement les six parties de l'Ordinaire comme dans celui de l'Hilliard Ensemble. En 1997 la version de l'Ensemble Organum dirigé par Marcel Pérès provoqua la controverse. Il proposait une approche radicalement différente de la tradition d'interprétation qui prévalait jusqu'alors et qui occultait selon lui certains aspects fondamentaux comme la question des tempi, de la tessiture des voix et de l'ornementation. Sa lecture de la messe mettait en avant des options alors peu exploitées, comme l'ornementation par le motetus sur les valeurs longues, une répartition de l'effectif vocal variable selon les parties de la messe (le Kyrie étant confié à un groupe de huit chanteurs, tandis que le Gloria confrontait deux formations de quatre chanteurs) et le choix d'un mode enharmonique. La participation de chanteurs corses fut l'un des principaux motifs qui provoqua les réserves de la part des critiques. La revue Diapason critiqua les ports de voix, leur justesse, et reprocha à Marcel Pérès de faire preuve de « confusion stylistique » entre la polyphonie du XIVe siècle et le chant traditionnel corse.

## Partitions
- Guillaume de Machaut, Messe de Nostre Dame, for mixed voices éditée par Lucy E. Cross, 1998 édition C.F. Peters Corporation.

## Discographie

### Versions voix et instruments
- Les Paraphonistes de Saint-Jean des Matines, chœur et cuivres, direction Guillaume de Van, Messe du sacre de Charles V, 1936, Anthologie sonore 31[20]. Premier enregistrement partiel comprenant le Credo, Sanctus, Agnus dei et Ite Missa Est.
- Chorale Dessoff et New York Brass Ensemble, direction Paul Boepple, Mass Notre Dame, 1951, Concert Hall Society CHS 1107 Premier enregistrement de la messe complète.
- Ensemble vocal et instrumental, direction Roger Blanchard, Messe Nostre Dame - Dite « Du Sacre De Charles V », 1956, Ducretet Thomson – 270 C 085.
- Pro Musica Antiqua de Bruxelles, direction Safford Cape, Guillaume de Machaut ; Messe de Nostre Dame and ten secular works, 1956, Archiv Produktiom APM 14063
- Deller Consort, direction Alfred Deller, Messe Notre Dame, 1961 Harmonia mundi HM 25.148
- Schola Cantorum Basiliensis, direction August Wenzinger, Guillaume de Machaut, La Messe de Nostre Dame, 9 weltliche Werke, 1969, Archiv Produktion 2533 054
- Capella Antiqua München, direction Konrad Ruhland, Messe De Nostre Dame Und Motetten, 1970, Telefunken – 6.41125 AS
- Ensemble polyphonique de l'O.R.T.F., direction Charles Ravier, Guillaume de Machaut, Messe de Notre Dame, 1971, Barclay « Inédits O.R.T.F. » 995 010
- Séminaire Européen De Musique Ancienne, direction Bernard Gagnepain, Messe de Notre Dame, Trois motets latins, 1978, Erato EFM 18 041

### Versions voix seules
- Purcell Choir, direction Grayston Burgess, La Messe De Notre Dame, Virelais, Rondeaux, Ballades, Lai, 1969, L'Oiseau-Lyre – SOL 310. Première version a capella de la messe.
- Hilliard Ensemble, direction Paul Hillier, Messe de Notre Dame, Le Lai de la Fonteinne & Ma fin est mon commencement, 1987, Hyperion CDA 66 358
- Oxford Camerata, direction Jeremy Summerly, La Messe de Nostre Dame, songs from Le Voir Dit, 1996, Naxos Early Music 8.553833 Enregistré dans la cathédrale de Reims sous la supervision de Daniel Leech-Wilkinson.
- Clemencic Consort, direction René Clemencic, La Messe de Nostre Dame, 1999, Arte Nova 85289
- Obsidienne, direction Emmanuel Bonnardot, Messe Notre dame. Motets et estampies, 2001, Calliope CAL 9318
- Orlando Consort, direction Paul Hillier, Scattered Rhymes, 2008, Harmonia Mundi 807469
- Ensemble Musica Nova, direction Lucien Kandel, In memoriam Guillaume de Machaut, 2010, æon 0993

### Versions liturgiques
Ces enregistrements intègrent la messe de Machaut au cadre liturgique d'une messe complète en la faisant alterner avec des prières chantées tirées du Propre grégorien :
- The London Ambrosian Singers and Les Menestrels de Vienne, dir  John McCarthy, Messe de Notre Dame et le Propre grégorien pour la fête de l'Assomption, 1966 Belvédère (Centrocord) ELY 04-30 LP En alternance avec le Propre de la messe de l'Assomption (15 août). Enregistré dans la cathédrale de Reims.
- Taverner Consort and Taverner Choir, direction Andrew Parrott, Messe de Nostre Dame, 1983, EMI Reflexe 747949 2 En alternance avec le Propre de la messe pour la fête de la naissance de la Vierge Marie (8 septembre).
- Ensemble Gilles Binchois, direction Dominique Vellard, Messe de Notre-Dame de Guillaume de Machaut, 1990, Harmonic Records H/CD 8931 En alternance avec le Propre de la messe de l'Assomption (15 août).
- Ensemble Organum, direction Marcel Pérès,  La Messe de Nostre Dame, 1996, Harmonia mundi HMC 90 1590 En alternance avec le Propre de la messe de la Purification de la Vierge (2 février).
- Diabolus in Musica, direction Antoine Guerber, Messe de Nostre Dame, 2008, Alpha 132 En alternance avec le Propre d'une messe votive mariale de Reims (XIVe siècle).
- Graindelavoix direction Björn Schmelzer, Messe de Nostre Dame, 2015 Glossa Platinum 32110 En alternance avec le Propre d'une messe à la vierge issue du manuscrit 224 de la bibliothèque de Reims et deux motets de Machaut.